# Gasterosteidae

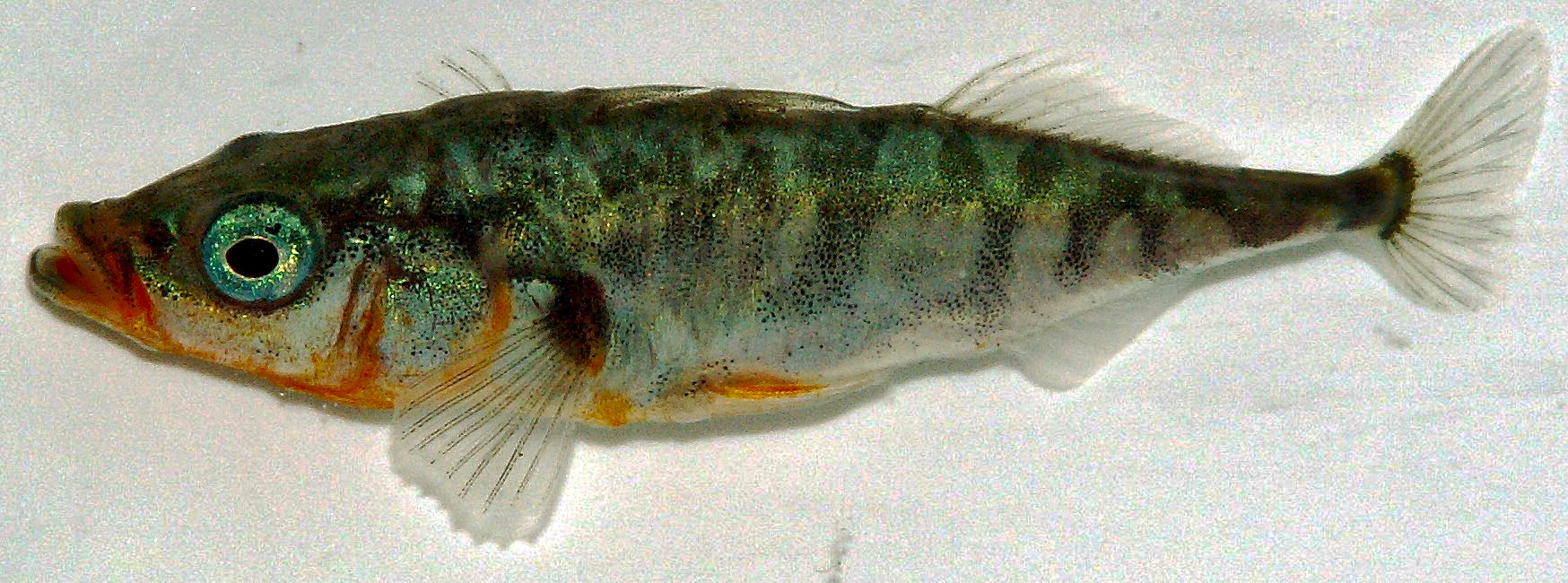
Gasterosteus aculeatus

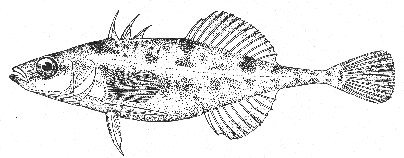
Apeltes quadracus

Los espinosos (Gasterosteidae) son una familia de peces marinos y de río del orden Gasterosteiformes. Se distribuyen por todo el hemisferio norte.
El cuerpo puede ser alargado, ya sea desnudo o con escudos óseos a lo largo de los flancos; con 3 a 16 espinas dorsales aisladas bien desarrolladas (de las que deriva su nombre común) por delante de una aleta dorsal muy atrasada, con 6 a 14 radios. Tienen una sola espina y uno o dos radios blandos en las delgadas aletas pélvicas. La longitud máxima es de aproximadamente 18 cm (en Spinachia spinachia).
En su comportamiento reproductivo, los espinosos muestran cuidado de las crías.

## Géneros y especies
Existen 18 especies, agrupadas en 5 géneros. Los autores reconocen numerosas subespecies y la familia necesita revisión.
- Género Apeltes (De Kay, 1842)
  - Apeltes quadracus (Mitchill, 1815) - espinoso de cuatro espinas

- Género Culaea (Whitley, 1950)
  - Culaea inconstans (Kirtland, 1840) - espinoso de cinco espinas

- Género Gasterosteus (Linnaeus, 1758)
  - Gasterosteus aculeatus (Linnaeus, 1758) - espinoso
  - Gasterosteus crenobiontus (Bacescu y Mayer, 1956) (extinto).
  - Gasterosteus gymnurus (Cuvier, 1829) - espinoso mediterráneo
  - Gasterosteus islandicus (Sauvage, 1874)
  - Gasterosteus microcephalus (Girard, 1854)
  - Gasterosteus wheatlandi (Putnam, 1867)

- Género Pungitius (Coste, 1848)
  - Pungitius bussei (Warpachowski en Warpachowski y Herzenstein, 1888)
  - Pungitius hellenicus (Stephanidis, 1971)
  - Pungitius laevis (Cuvier, 1829)
  - Pungitius platygaster (Kessler, 1859)
  - Pungitius polyakovi (Shedko, Shedko & Pietsch, 2005)
  - Pungitius pungitius (Linnaeus, 1758) - espinoso de nueve espinas
  - Pungitius sinensis (Guichenot, 1869)
  - Pungitius stenurus (Kessler, 1876)
  - Pungitius tymensis (Nikolskii, 1889)

- Género Spinachia (Cuvier, 1816)
  - Spinachia spinachia (Linnaeus, 1758) - espinoso de quince espinas